# Cá bống cỏ
Zosterisessor ophiocephalus (trong tiếng Anh gọi là grass goby, "cá bống cỏ") là một loài cá bống bản địa Địa Trung Hải, biển Azov và biển Đen. Đây là loài duy nhất trong chi Zosterisessor.

## Đặc điểm
Z. ophiocephalus đạt chiều dài đến 25 cm (9,8 in). Gáy, họng, bụng, gốc vây ngực phủ vảy hình xiclôit, khe mang hở. Hàm dưới nhô ra. Da mềm, có dịch nhầy. Mình chúng màu nâu xanh, có nhiều đốm. Má có nhiều chấm tròn trắng. Vây bụng, vây đuôi, và vây ngực có sọc; vây hậu môn và giác hút tối màu.

## Phạm vi phân bố

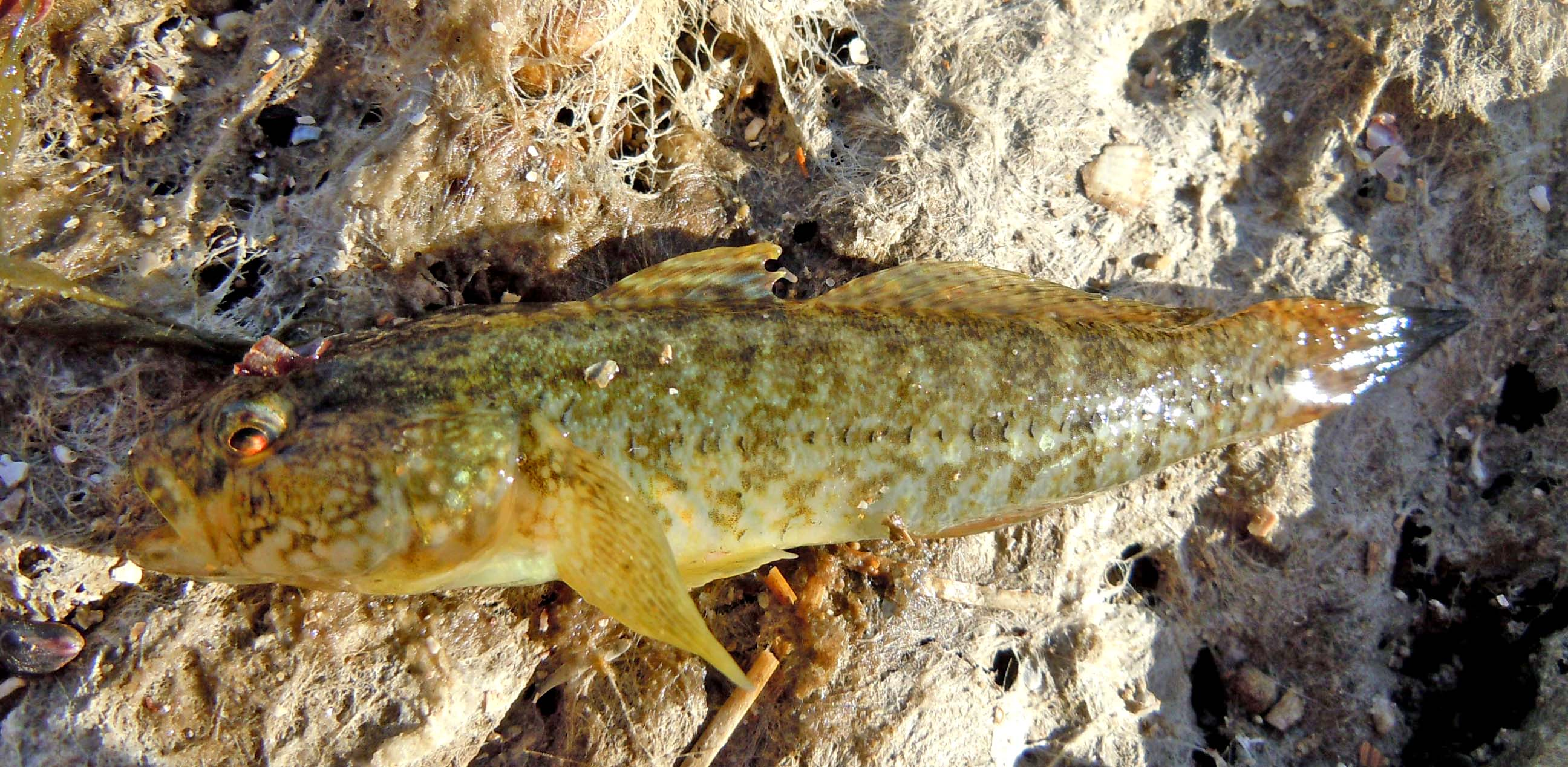
Một con Z. ophiocephalus từ cửa sông Tylihul, Ukraina

Hiện diện phổ biến trong mọi vùng biển thuộc lưu vực Địa Trung Hải, đông đúc hơn cả ở bắc biển Adriatic, phá Venezia, và phá Sète (Pháp), biển Đen (nhất là ở các cửa sông và phá phía tây bắc), vịnh Varna và Burgas, biển Azov, và Sivash.

## Chế độ ăn
Cho tới năm hai tuổi, Z. ophiocephalus chỉ ăn giáp xác, sau đó chúng bắt đầu ăn cá. Trong dãy phá Tuzly, ban đầu chúng ăn Gammarus lacustris (94%), và Idotea balthica (6%) rồi mở rộng ra cá như Atherina boyeri (30%) và cá bống nhỏ (36%).

## Kí sinh
Người ta biết rằng có ít nhất 27 loài kí sinh trên Z. ophiocephalus trên vùng ven biển Krym. Chúng thường mắc phải Acanthocephaloides propinquus nhất. Về phía tây bắc biển Đen, loài cá này chịu 13 loài kí sinh. Ngoài A. propinquus, Telosentis exiguus cũng là một loài động vật đầu móc hay kí sinh trên Z. ophiocephalus. Trong phá Budaki, chúng là vật chủng cho ấu trùng giun tròn Streptocara crassicauda.

## Tầm quan trọng

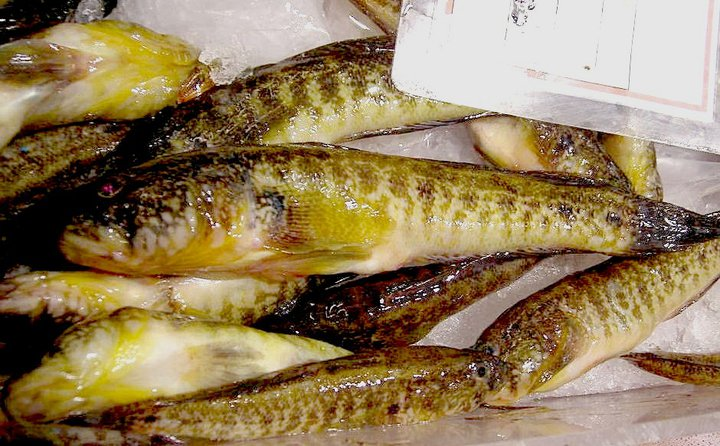
Z. ophiocephalus bày bán trong chợ ở Sardegna, Ý

Z. ophiocephalus là thức ăn của vài loài động vật khác, như Mesogobius batrachocephalus; và của cá heo cảng trong biển Azov.
Đây là cá thương mại của biển Đen, biển Azov, cửa sông Molochnyi, dãy phá Tuzly, và Sivash.